# Корона (аэропорт, Калифорния)
Муниципальный аэропорт Корона (англ. Corona Municipal Airport), (ИКАО: KAJO, FAA LID: AJO), прежний L66, — государственный гражданский аэропорт, расположенный в 4,8 километрах к северо-западу от города Корона, округ Риверсайд (Калифорния), США.

## Операционная деятельность
Муниципальный аэропорт Корона занимает площадь в 40 гектар, расположен на высоте 162 метров над уровнем моря и эксплуатирует одну взлётно-посадочную полосу:
- 7/25 размерами 975 х 18 метров с асфальтовым покрытием.

За период с 31 декабря 2004 по 31 декабря 2005 года Муниципальный аэропорт Корона обработал 68 000 операций взлётов и посадок самолётов (в среднем 186 операций ежедневно), все рейсы в данном периоде пришлись на авиацию общего назначения. В данный период в аэропорту базировалось 414 воздушных судов, из них 90 % — однодвигательные самолёты, 6 % — многодвигательные, 2 % — вертолёты и 1 % — сверхлёгкие самолёты.

## Авиапроисшествия и несчастные случаи
- 21 января 2008 года в полутора километрах от Муниципального аэропорта Корона столкнулись два самолёта: двухместная Cessna 150 и четырёхместная Cessna 172. Очевидцы утверждают, что видели взрыв в воздухе и быстрое падение двух самолётов, обломки которых разлетелись вдоль автомагистрали 91. В результате столкновения погибло пять человек, в том числе один человек на земле. Специалисты Национального совета по безопасности на транспорте и сотрудники Федерального управления гражданской авиации США приступили к расследованию причин катастрофы на следующий день.